# Release Me (Oh Laura-låt)
Release Me är en sång av popgruppen Oh Laura, släppt på singel 2007. Den gavs ut på albumet A Song Inside My Head, A Demon In My Bed samma år.

## Om låten
Release Me skrevs av Erik Althoff för en reklamfilm för personbilsmodellen SAAB 9-3, när denna släpptes med Biopower-motor.[källa behövs] Sångtexten handlar om hur jordens naturkrafter finns i form av E85 och väntar på att bli frisläppt av bilföraren. Reklamfilmen visades i Sverige, Norge, Polen, Spanien, Irland och Storbritannien och senare även Australien.
I Dansbandskampen 2010 tolkades låten av CC & Lee.
The Attic gjorde en Remix av låten, då kallad "Oh Laura – Release me (The Attic Remix)".

## Listplaceringar
- 29 april-27 maj 2007 toppade den DigiListan över de mest lagligt nedladdade låtarna i Sverige.

- 12-26 maj 2007 toppade den Trackslistan.

- 3 juni 2007 tog melodin steget in på Svensktoppen[3], där den som bäst låg på femte plats. Den 26 augusti 2007[4] gjordes sista besöket på Svensktoppen, efter 13 veckor där innan låten åkte ur[5].

- Andra plats på Sommartoppen 16 juni och låg kvar på listan till 21 juli 2007.

- Svenska Musikförläggarföreningens Pris för Årets låt 2007.

- P3 Guld för Årets låt 2007.

- Sopot International Song Festival vinnare år 2008.

Release me blev 2007 års femte mest nedladdade låt i Sverige.
| Lista (2007-2008) | Topplacering |
| ----------------- | ------------ |
| Sverige           | 5.           |

## Publikation
- Svenska hits 2007/2008, 2008